# Hahnia lehtineni
Hahnia lehtineni är en spindelart som beskrevs av Brignoli 1978. Hahnia lehtineni ingår i släktet Hahnia och familjen panflöjtsspindlar.
Artens utbredningsområde är Bhutan. Inga underarter finns listade i Catalogue of Life.